# 요코야마 다이스케
요코야마 다이스케(일본어: 横山 だいすけ, 1983년 5월 29일 ~ )는 일본의 가수・배우이다. 지바현 지바시 출신. 엄마와 함께의 11대째의 노래의 형님(うたのおにいさん)이다.